# Incze János (lelkész)
Incze János (Vízakna, 1825. március 8. – Szászváros, 1890. március 25.) református lelkész, a szászvárosi református Kún-Kollégium tiszteletbeli tanára, a szászvárosi állami leányiskola gondnoksági tagja

## Élete, tanulmányai
Vízaknán született 1825. március 8-án. Édesapja Incze Elek, vízaknai tanító volt. Felesége a marosvásárhelyi Molnár Mária, Molnár Sámuel tanár lánya. Négy gyermekük született.
1836–1848 között a nagyenyedi Bethlen Kollégiumban tanult.
1848 végén Kolozsvárra került, ahol az egyházi vezetőség: Antal János püspök, az enyedi és kolozsvári református kollégiumi tanárok tanácsára beiratkozott a kolozsvári kollégiumba. Teológushallgatóként Salamon József tanítványa volt.
1849 áprilisában Marosvásárhelyre ment nevelőként a rábízott kolozsvári tanítványokkal, Antal János püspök fiaival, és Török János teológus óráit hallgatta. 1850. augusztus 20-án teológiai szigorlati vizsgán tett Marosvásárhelyen.

## Tevékenysége
A teológiai szigorlat után Antal János püspöki titkáraként dolgozott.
1851. május 11-én a kolozsi református egyházközség lelkészi állását foglalta el. Az 1852-es székelyudvarhelyi zsinaton felszentelték. 1854-ig pásztorolta a kolozsi reformátusokat. Ez év szeptember 17-én Székelyudvarhelyen teljesített rövid ideig lelkipásztori szolgálatot. 1955 januárjától a Luka-Ilencfalvi egyesített egyházközséghez került.
1856 szeptemberétől nagyenyedi lelkipásztor, gyülekezeti teendői mellett az akkor létesült enyedi felsőbb leányiskolában vállalt oktatást.
1871-ben a szászvárosi református egyházközségbe hívták. A Kún-Kollégium felsőbb osztályaiban is tanított.
Értékes könyvgyűjteményének egy része az 1895-ben megnyílt református lelkészképzőbe került, a mai Kolozsvári Protestáns Teológiai Intézet könyvtárába és a Kún-Kollégium is részesedett belőle.

## Munkái
Az életben előforduló kisértetek és azoknak lehető befolyásuk az emberi lélekre elő-adva egy zsinati beszédben, melyet írt és az erdélyi ev. reformátusoknak Marosvásárhelyen 1859. júl. 3. tartott köz szent zsinatán elmondott. Maros-Vásárhely, 1860.
A szeretetre méltó ifjú képe egy halotti beszédben, Dobolyi György tanuló felett. Maros-Vásárhely, 1861.